# Municipalità locale di Okhahlamba
Okhahlamba è una municipalità locale (in inglese Okhahlamba  Local Municipality) appartenente alla municipalità distrettuale di Uthukela della provincia di KwaZulu-Natal in Sudafrica. 
In base al censimento del 2001 la sua popolazione è di 137.524  abitanti.
La sede amministrativa e legislativa è la città di Bergville e il suo territorio si estende su una superficie di 3.475 km² ed è suddiviso in 13 circoscrizioni elettorali (wards). Il suo codice di distretto è KZN235.

## Geografia fisica

### Confini
La municipalità locale di Okhahlamba confina a nord con quella di Maluti a Phofung (Thabo Mofutsanyane/Free State), a nord e a est con quella di Emnambithi/Ladysmith, a est con quelle di Umtshezi e Imbabazane,a sud e a ovest con il District Management Areas KZDMA23 e a ovest con il Lesotho.

### Città e comuni
- Amangwane
- Bergville
- Connaught
- Drakensville
- Drakensberg
- Driefontein
- Estcourt
- Eversholt
- Geluksburg
- Isandlwana
- Jagersrust
- Monks Cowl State Forest
- Okhahlamba
- Northern Natal Drakensberg
- Rugged Glen Nature Reserve
- Winterton
- Zunckels

### Fiumi
- Dewdrop Stream
- Frasers Spruit
- Ifidi
- Kaalspruit
- Lindequespruit
- Little Tugela
- Middelspruit
- Mlambonja
- Mpandweni
- Njesuthi
- Nxwaye
- Sand
- Sandspruit
- Sithene
- Sterkspruit
- Thonyelana
- Venterspruit

### Dighe
- Bell Park Dam
- Driel Dam
- Jagersrust
- Kilburn Dam
- Putterill Weir/ Stuwal
- Spioenkopdam
- Woodstock Dam

### Parchi e riserve naturali
- Riserva naturale di Spioenkop